# Bee Vang
Bee Vang (né le 4 novembre 1991 à Fresno) est un acteur américain, d'origine hmong. Il joue le rôle de Thao dans Gran Torino de Clint Eastwood,.
Il est né en Californie quatre ans après que ses parents ont émigré de Thaïlande où ils étaient réfugiés. Alors qu'il n'avait que 17 ans et aucune expérience en la matière (sauf du théâtre amateur), Bee Vang est sélectionné lors d'une audition pour l'un des rôles principaux dans Gran Torino. Il arrête alors les études de médecine qu'il suivait à l'université du Minnesota. Il a étudié le piano, le hautbois, la flûte et la viole.